# Fraate V
Fraate V (in partico 𐭐𐭓𐭇𐭕, trasl. Frahāt), anche noto come Fraatace (Phraataces, "piccolo Fraate") (Phraates; ... – 4) fu sovrano dei Parti dal 2 a.C. al 4 d.C.
Figlio minore di Fraate IV (regnante dal 37 al 2 a.C.) e di Musa, sotto Fraate V sembrò prossima la prospettiva di una guerra tra l'impero dei Parti e quello romano per il controllo di Armenia e della Mesopotamia. Sebbene Augusto (r. 27 a.C.-14 d.C.) avesse spedito il figlio adottivo Gaio Cesare a invadere la Persia, nel 1 d.C. le due parti giunsero a stipulare un trattato di pace, ai sensi del quale l'Armenia ricadeva nella sfera d'influenza romana. Fraate V fu in cambio riconosciuto come il legittimo re dei Parti, un evento questo che gli permise di proseguire la parentesi al potere con maggiore sicurezza, considerata la grande incertezza politica che viveva il suo impero. Nel 4 d.C., Fraate V e sua madre fuggirono a Roma dopo essere stati espulsi dalla nobiltà dei Parti, che incoronò Orode III come re.

## Nome
Frahāt (in greco antico: Φραάτης?, Fraátēs) è la traslitterazione greca del nome partico Frahāt (𐭐𐭓𐭇𐭕), a sua volta derivante dall'antico iranico *Frahāta- ("guadagnato, conquistato"). La versione in persiano moderno è Farhād (فرهاد). Fraate V era inoltre conosciuto con la versione diminutiva del suo nome, ovvero Fratace (فرهادک), che significa "il piccolo Fraate".

## Biografia

### Origini

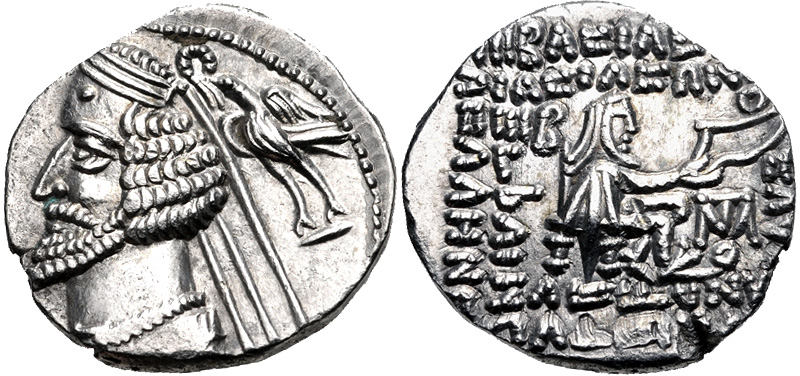
Moneta del padre di Fraate V, Fraate IV (r. 37/2 a.C.)

Fraate V era figlio del sovrano Fraate IV (regnante dal 37 al 2 a.C.) e della sua moglie romana Musa, la quale in passato era stata una schiava italica donatagli dall'imperatore romano Augusto (r. 27 a.C.-14 d.C.) dopo un trattato del 20 a.C. in cui i romani restituirono a Fraate IV il figlio rapito in cambio degli stendardi legionari perduti durante la battaglia di Carre nel 53 a.C., così come ogni prigioniero di guerra sopravvissuto. I Parti consideravano questo scambio come un prezzo irrisorio da pagare per poter tornare a riaccogliere il principe. Assieme al principe, Augusto inviò a Fraate IV una schiava italica di nome Musa, che seppe ingraziarsi il sovrano e divenne presto sua regina e una delle preferite di Fraate IV, oltre a dare alla luce Fraatace (Fraate V). Cercando di garantire il trono per suo figlio, nel 9/10 a.C. Musa convinse Fraate IV a mandare i suoi quattro figli primogeniti a Roma per evitare conflitti relativi alla successione. Nel 2 a.C., Musa fece avvelenare l'anziano Fraate IV e divenne co-reggente dell'impero al fianco di Fraate V. Lo storico romano del I secolo Flavio Giuseppe riporta le voci malevoli secondo cui Musa avrebbe sposato suo figlio. Tuttavia, non ci sono altre prove che supportano o contraddicono la notizia riferita da Flavio Giuseppe; né sotto i Parti, né sotto i loro predecessori iranici, gli Achemenidi, si conoscono testimonianze incontrovertibili secondo le quali il matrimonio veniva praticato tra genitori e figli.

### Regno
Al momento della sua ascesa, Fraate V ereditò le lunghe acredini che si protraevano tra l'impero partico e i romani per il possesso dell'Armenia e della Mesopotamia. Nella speranza di sfruttare le debolezze degli avversari, Augusto inviò un esercito guidato da suo figlio adottivo Gaio Cesare per conquistare entrambe le regioni. Prima che scoppiasse la guerra, un emissario di Fraate V giunse a Occidente al fine di chiedere che i fratelli abbandonassero l'Urbe. Augusto rispose in modo beffardo tramite una missiva al sovrano partico, rivolgendosi a lui semplicemente chiamandolo «Fraate». Il primo imperatore di Roma chiede alla controparte di rinunciare alla sua corona e alle sue pretese territoriali sull'Armenia. Per nulla intimidito, Fraate V replicò, «con un tono tutto sommato altezzoso, definendosi Re dei Re e rivolgendosi ad Augusto semplicemente come Cesare».
Alla fine, le due potenze concordarono nel ricorrere alla diplomazia: nel 1 d.C. fu concordato un trattato di pace, ai sensi del quale l'Armenia divenne uno stato vassallo romano, mentre l'Urbe riconosceva l'impero dei Parti come potenza internazionale di livello pari e Fraate V come suo legittimo sovrano. Fraate V desiderava terribilmente il riconoscimento dei romani, considerando che ciò avrebbe avvalorato la sua posizione di sovrano legittimo nell'impero che governava. Tuttavia, le sue speranze furono malriposte; nel 4 d.C., la nobiltà dei Parti, già scontenta poiché il figlio di una schiava giunta da Occidente occupava il trono, fu ulteriormente irritata dal suo riconoscimento della sovranità romana in Armenia, con il risultato che decise di allontanare Fraate V e Musa dal trono dei Parti. La coppia cercò asilo a Roma, dove Augusto non rifiutò di accoglierli. L'aristocrazia nominò a quel punto Orode III come successore al trono.

## Monetazione
La parte posteriore delle monete realizzate durante il mandato di Fraate V fornisce un ritratto di sua madre, Musa, con un'iscrizione circolare che recita "celeste", contrariamente alle classiche formule quadrate; ciò avvalora l'ipotesi che, se non si vuole credere che uno dei due godesse di maggiore potere, la coppia agì quantomeno come se fosse un duumvirato. Inoltre, le fu assegnato da Fraate V il titolo di basilissa ("regina"), che non era necessariamente impiegato soltanto dalla moglie del re in epoca ellenistica, ma anche da altre donne reali. Come per suo padre, le monete sul dritto di Fraate V raffigurano una figura che richiama la dea greca Nike con un anello e un diadema dietro alla testa. Durante la parentesi partica, gli iranici ricorrevano all'iconografia ellenistica per ritrarre le proprie figure divine; per questo motivo, la scena dell'investitura può essere associata alla khvarenah avestica, cioè la gloria regale. I numismatici hanno ritrovato raramente un tempio del fuoco raffigurato sul rovescio. Allo stesso modo di suo padre, il titolo riportato dal sovrano sulla sua moneta era: «[moneta] del re dei re, Arsace, giusto, benefattore, illustre, filellenico».

### Fonti primarie
- Flavio Giuseppe, Antichità giudaiche, xviii.2.

### Fonti secondarie
- (EN) Joan M. Bigwood, Queen Mousa, Mother and Wife(?) of King Phraatakes of Parthia: A Re-evaluation of the Evidence, in Journal of the Classical Association of Canada, vol. 4, n. 1, Project Muse, 2004,  pp. 35-70, DOI:10.1353/mou.2004.0027.
- (EN) David Bivar, The Political History of Iran under the Arsacids, in Ehsan Yarshater, The Cambridge History of Iran, 3(1): The Seleucid, Parthian and Sasanian Periods, Cambridge, Cambridge University Press, 1983,  pp. 21-99, ISBN 0-521-20092-X.
- (EN) Mary Boyce, Zoroastrians: Their Religious Beliefs and Practices. Psychology Press, 1984, ISBN 978-04-15-23902-8.
- (EN) Vesta Sarkhosh Curtis, Parthian coins: Kingship and Divine Glory, in The Parthian Empire and its Religions, 2012,  pp. 67-83, ISBN 978-39-40-59813-4.
- (EN) Edward Dąbrowa, The Arsacid Empire, in Touraj Daryaee, The Oxford Handbook of Iranian History, Oxford University Press, 2012, ISBN 978-0-19-987575-7.
- (EN) Gene Ralph Garthwaite, The Persians, Oxford e Carlton, Blackwell Publishing, Ltd., 2004, ISBN 978-1-55786-860-2.
- (EN) Mehrdad Kia, The Persian Empire: A Historical Encyclopedia, ABC-CLIO, 2016, ISBN 978-16-10-69391-2.
- (EN) Michał Marciak, Sophene, Gordyene, and Adiabene: Three Regna Minora of Northern Mesopotamia Between East and West, BRILL, 2017, ISBN 978-90-04-35072-4.
- (EN) Marek Jan Olbrycht, The Sacral Kingship of the early Arsacids I. Fire Cult and Kingly Glory, in Studia classica et orientalia, Anabasis, 2016,  pp. 91-106.
- (EN) Khodadad Rezakhani, Arsacid, Elymaean, and Persid Coinage, in Daniel T. Potts, The Oxford Handbook of Ancient Iran, Oxford University Press, 2013, ISBN 978-01-99-73330-9.
- (EN) K. Schippmann, Arsacids ii. The Arsacid dynasty, in Ehsan Yarshater, Encyclopædia Iranica, II/5: Armenia and Iran IV–Art in Iran I, Londra e New York, Routledge & Kegan Paul, 1986,  pp. 525-536, ISBN 978-0-71009-105-5.
- (EN) Rüdiger Schmitt, Personal Names, Iranian iv. Parthian Period, su Encyclopaedia Iranica, iranicaonline.org.
- (EN) Emma Strugnell, Ventidius' Parthian War: Rome's Forgotten Eastern Triumph, in Acta Antiqua, vol. 46, n. 3, 2006,  pp. 239-252, DOI:10.1556/AAnt.46.2006.3.3.
- (EN) Emma Strugnell, Thea Musa, Roman Queen of Parthia, in Iranica Antiqua. 43, 2008,  pp. 275-298, DOI:10.2143/IA.43.0.2024051.